# Bruczków
Bruczków – wieś w Polsce położona w województwie wielkopolskim, w powiecie gostyńskim, w gminie Borek Wielkopolski. We wsi mieszka około 420 mieszkańców oraz są tam 42 gospodarstwa. 

## Historia

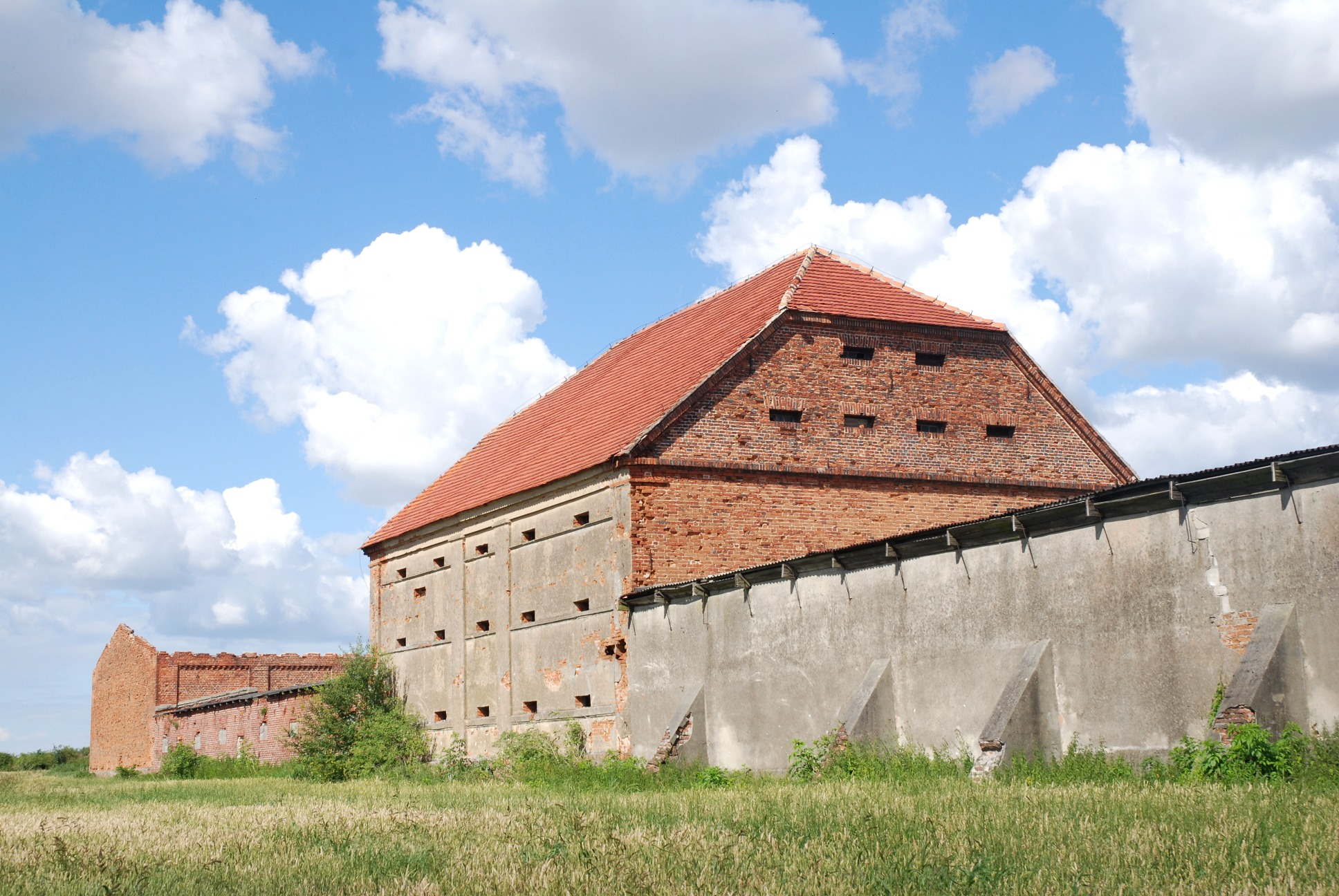
Spichlerz

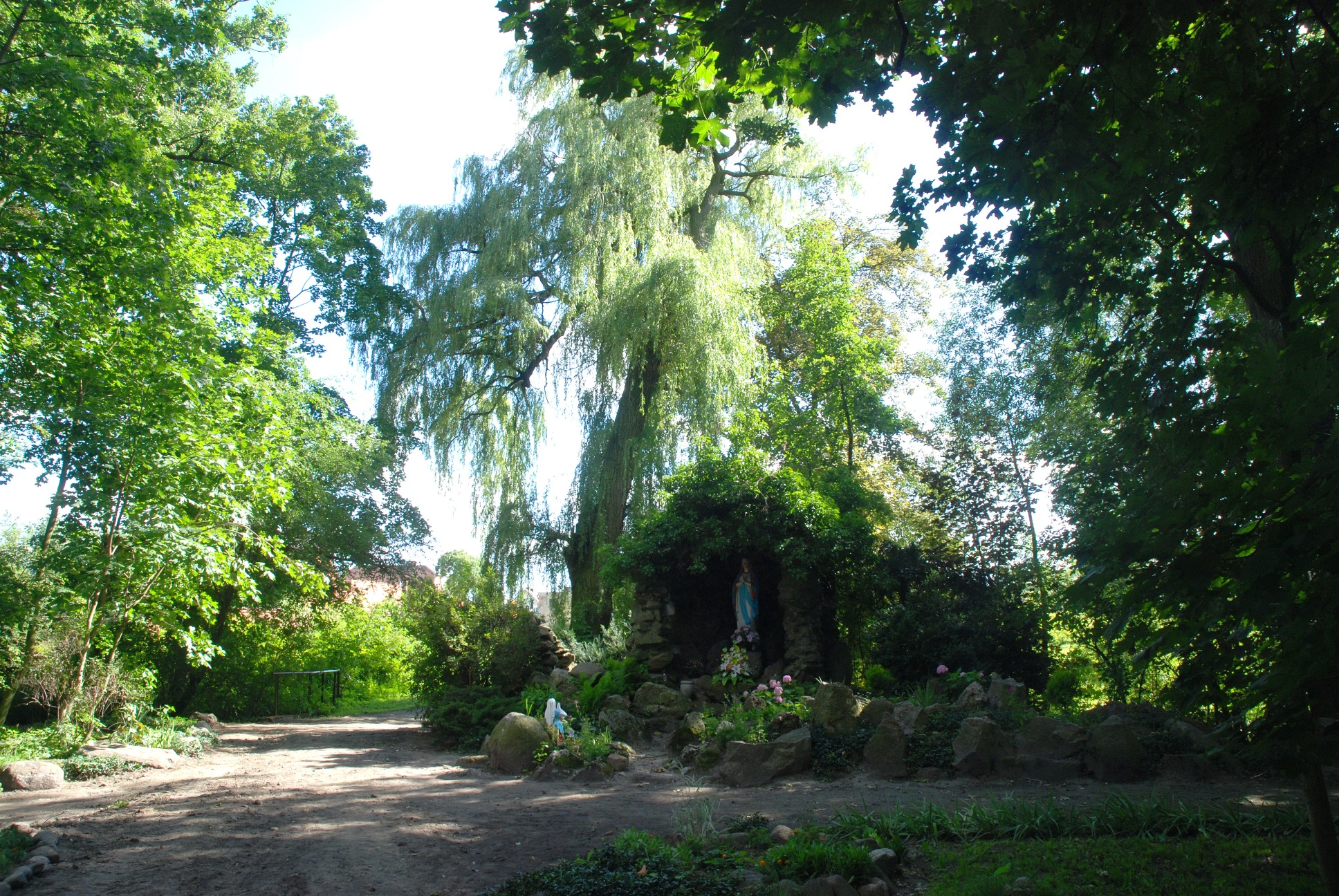
Park

Wieś powstała prawdopodobnie w XIII wieku, a najstarsza odnotowana wzmianka pochodzi z roku 1392. W XV wieku w Bruczkowie istniał folwark pańszczyźniany. W wieku XVII miejscowość była własnością klasztoru filipinów zdzieskich. Po upadku Księstwa Warszawskiego, rząd pruski nałożył sekwestr na wsie filipinów i przekształcił je w ekonomię, której zarządcą został baron Karol Greave. W okresie Wielkiego Księstwa Poznańskiego (1815-1848) miejscowość należała do wsi większych w ówczesnym pruskim powiecie Krotoschin (Krotoszyn) w rejencji poznańskiej. Bruczków należał do okręgu borkowskiego tego powiatu i stanowił odrębny majątek. Według spisu urzędowego z 1837 roku wieś liczyła 278 mieszkańców, którzy zamieszkiwali 35 dymów (domostw).
W latach 1975–1998 miejscowość administracyjnie należała do województwa leszczyńskiego.

## Pałac
W centrum wsi stoi pałac pochodzący z drugiej połowy XIX wieku, wznoszący się w otoczeniu wiekowych drzew oraz w bliskim sąsiedztwie spokojnego stawu. W niewielkiej odległości od tego obiektu znajduje się zabytkowa kapliczka, wzniesiona z wykorzystaniem głazów narzutowych, które zostały zaaranżowane w formie malowniczej groty. W skrzydle prawym pałacu kryje się kaplica o bogatej dekoracji, zaś na jednej ze ścian widnieje wyjątkowy obraz przedstawiający scenę "Ostatniej Wieczerzy". Współcześnie pałac zyskał nowe przeznaczenie,  służąc obecnie celom mieszkaniowym.

## Nazwa
Pochodzenie nazwy wsi wiąże się ze staropolskim słowem bruk lub bruczek, które oznaczało kamień. Nazwa ta została nadana z powodu obecności kamieni narzutowych z czerwonego granitu na tym obszarze. Niestety, w trakcie działań wojennych ostatni z charakterystycznych głazów granitowych został zniszczony i wywieziony przez Niemców.